# Giuseppe Colombo
Giuseppe Colombo (n. 2 octombrie 1920, Padova, Italia – d. 20 februarie 1984, Padova, Italia), mai bine cunoscut sub numele Bepi Colombo, a fost un om de știință italian, matematician și inginer la Universitatea din Padova (a nu fi confundat cu inginerul italian Giuseppe Colombo, 1836–1921).
Este cel mai bine cunoscut pentru studiile sale asupra planetei Mercur, mai ales pentru calculele sale de mecanică orbitală privind această planetă, calcule care au asigurat succesul sondei spațiale Mariner 10.